# Coreca
Coreca [koreka]ⓘ (Coraca o Corica, en el antiguo dialecto local) es una fracción italiana perteneciente al municipio de Amantea en la provincia de Cosenza colindante con Campora San Giovanni, en la región de Calabria. Según el censo de 2017 tiene una población de 700 habitantes.

## Situación geográfica

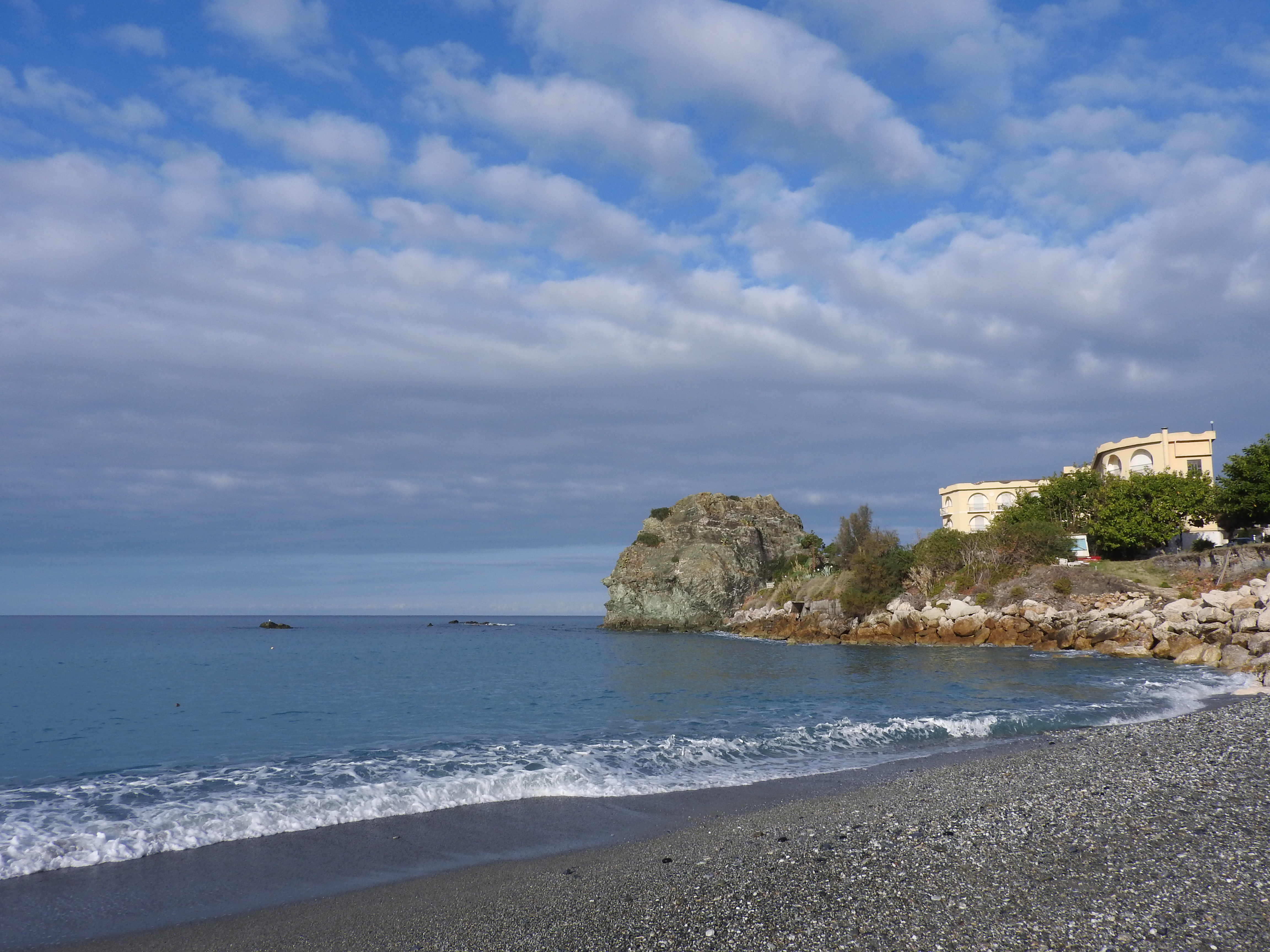
la Playa de Coreca vista por el barrio la Scogliera

Al oeste se encuentra Tirreno y al sur está rodeado por la ciudad de Amantea, donde también comienza el límite con Campora San Giovanni. El territorio es mayormente rocoso, en la llanura se encuentra el centro de la ciudad. También incluye una zona de colinas y amplias playas. El clima en Coreca es típicamente mediterráneo, caracterizado por inviernos suaves y lluviosos y veranos calientes, secos y ventosos con un elevado porcentaje de días de sol.

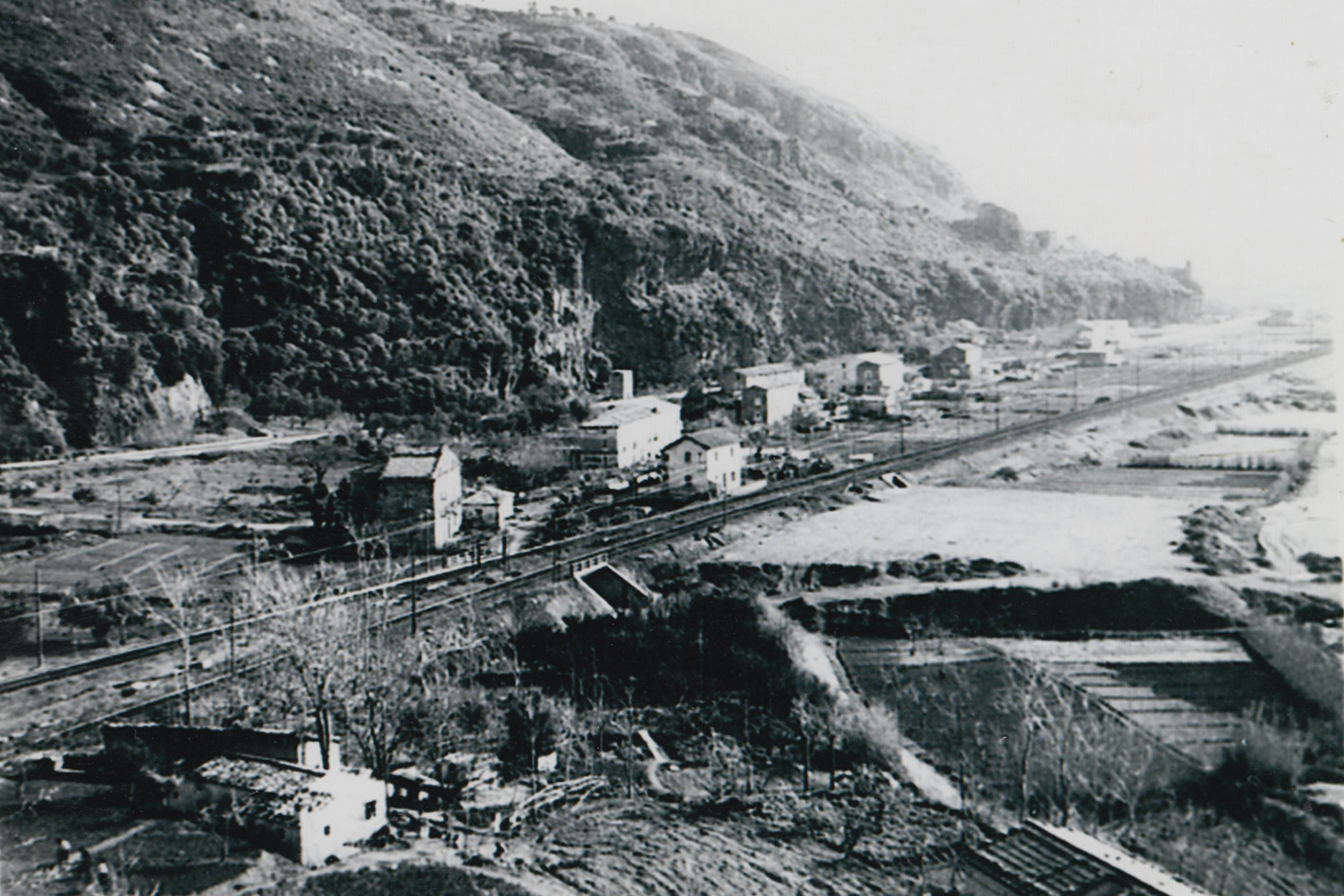
Coreca en 1950

### Clima
| Parámetros climáticos promedio de Coreca                                        | Parámetros climáticos promedio de Coreca | Parámetros climáticos promedio de Coreca | Parámetros climáticos promedio de Coreca | Parámetros climáticos promedio de Coreca | Parámetros climáticos promedio de Coreca | Parámetros climáticos promedio de Coreca | Parámetros climáticos promedio de Coreca | Parámetros climáticos promedio de Coreca | Parámetros climáticos promedio de Coreca | Parámetros climáticos promedio de Coreca | Parámetros climáticos promedio de Coreca | Parámetros climáticos promedio de Coreca | Parámetros climáticos promedio de Coreca |
| Mes                                                                             | Ene.                                     | Feb.                                     | Mar.                                     | Abr.                                     | May.                                     | Jun.                                     | Jul.                                     | Ago.                                     | Sep.                                     | Oct.                                     | Nov.                                     | Dic.                                     | Anual                                    |
| ------------------------------------------------------------------------------- | ---------------------------------------- | ---------------------------------------- | ---------------------------------------- | ---------------------------------------- | ---------------------------------------- | ---------------------------------------- | ---------------------------------------- | ---------------------------------------- | ---------------------------------------- | ---------------------------------------- | ---------------------------------------- | ---------------------------------------- | ---------------------------------------- |
| Temp. máx. media (°C)                                                           | 13.4                                     | 13.8                                     | 15.6                                     | 18.1                                     | 22.0                                     | 25.8                                     | 28.4                                     | 29.0                                     | 26.4                                     | 22.2                                     | 18.3                                     | 15.2                                     | 20.7                                     |
| Temp. mín. media (°C)                                                           | 7.6                                      | 7.3                                      | 8.5                                      | 10.6                                     | 13.7                                     | 17.8                                     | 20.5                                     | 20.8                                     | 18.4                                     | 14.8                                     | 11.8                                     | 9.1                                      | 13.4                                     |
| Precipitación total (mm)                                                        | 116                                      | 73                                       | 100                                      | 63                                       | 54                                       | 21                                       | 13                                       | 20                                       | 61                                       | 75                                       | 137                                      | 171                                      | 904                                      |
| Días de precipitaciones (≥ 1 mm)                                                | 11                                       | 8                                        | 11                                       | 7                                        | 4                                        | 2                                        | 1                                        | 2                                        | 4                                        | 7                                        | 9                                        | 12                                       | 78                                       |
| Fuente: Clasificación climática de los municipios italianos 22 de julio de 2009 |                                          |                                          |                                          |                                          |                                          |                                          |                                          |                                          |                                          |                                          |                                          |                                          |                                          |

## Economía
La principal fuente económica de Coreca, así como en la vecina Campora San Giovanni, es la industria hotelera, desarrollada gracias a sus costas: las rocas de Coreca son un popular motivo fotográfico desde los años 1970 y lugar de encuentro de radioaficionados. 
También hay algunas pequeñas fábricas de la industria de la alimtención, mecánica y del mueble.

## Barrios
En el 2017 Coreca se divide en los siguientes barrios (en italiano contrade): 
| - Formiciche - Giascogne (en dialecto local Juascugnu) - Grotte (en dialecto local "i Grutti") | - La Pietra (en dialecto local a Petraja) - Marinella (desde 2011) - Oliva (desde 2011) | - Stritture (perteneciente a Campora San Giovanni entre 2008 y 2011) - Salto da Zita - Scogliera |

## Historia
En la antigüedad, cuando llegaron los primeros colonos griegos corintos, llamaron al lugar Κόρακας (Korakas), que significa 'lugar de los cuervos' debido a la exuberante vegetación que les recordó a corintoo y la gran cantidad de cuervos. En la región no había asentamiento humano autónomo, sino una especie de escala con un pequeño puerto, llamado Ager Caricum e incluido en algunos mapas hasta principios del siglo XVIII. Esta parada se encuentra en la carretera entre Temesa y Terina, cerca de las islas Eolias situadas a 65 millas de la costa del Coreca. Ager Caricum dio el antiguo nombre en dialecto Corica. El lugar ha sido un punto importante de observación durante los siglos, pero no se ha desarrollado debido a la cercana Amantea y las ciudades de las colinas cercanas como Aiello Calabro y Lago. 
La población desciende en parte de familias de aldeas circundantes que se trasladaron a la ubicación actual desde 1800. 
En 1943, Coreca es una estratégica para las operaciones de los aliados, particularmente a través de Turriella, una fortaleza original arabo-normanda, utilizada por los angloamericanos para operaciones de señalización en Morse. El nombre actual proviene del anglicismo de Coreca. El sitio de la Tonnara, hoy en ruinas, fue de importancia estratégica. 
En la década de 1950, debido a la escasez de trabajo y la miseria de la posguerra, los habitantes emigraron a Venezuela con la esperanza de un futuro mejor y un regreso a su país natal. En los años sesenta, gracias a la bonanza económica y la reactivación de la economía italiana, Coreca se convirtió en un destino turístico para los aficionados de radio.
El 20 de mayo de 1974, gracias al turismo, la localidad ascendió por decreto presidencial a la categoría de fracción. 
En la década de 1990 comenzó el declive de Coreca por la falta de una buena infraestructura y de servicios, lo que favoreció a las localidades cercanas de Campora San Giovanni y la cabecera municipal.
En 2008, la fracción aumentó por decreto municipal añadiendo los territorios de Marinella, Oliva y Stritture, creciendo de 2,5 km² a 4 km². 
Una emisora privada (Radio Coreca), uno de los pioneros de la radiodifusión privada, duró poco tiempo y se cerró en 1996. 
Desde 2013 la región ha comenzado una fase de crecimiento y renovación gracias, entre otros, a asociaciones culturales locales.

## Monumentos y lugares de interés

### Iglesia de Nuestra Señora de los Ángeles

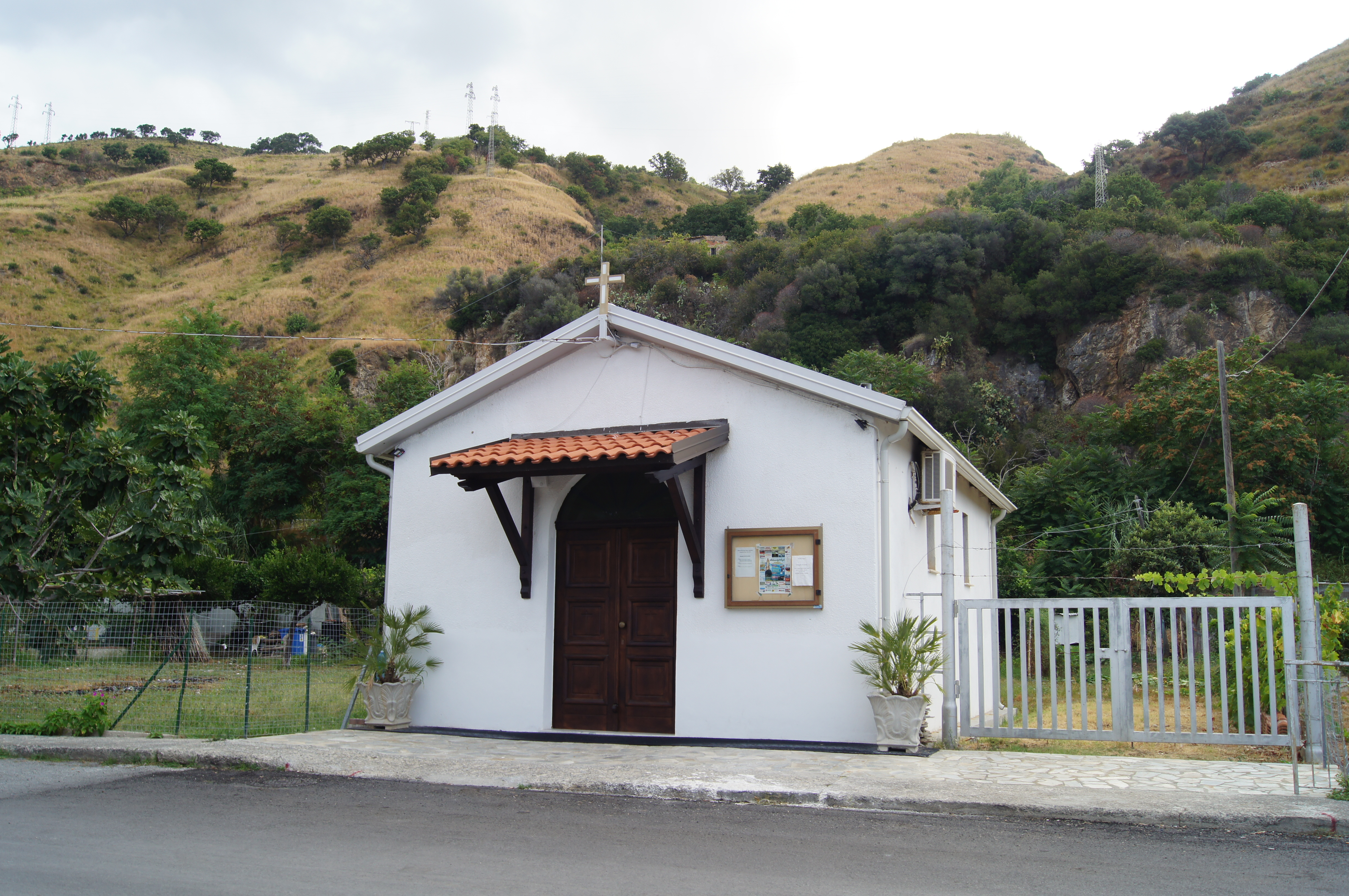
Iglesia de Nuestra Señora de los Ángeles en Coreca.

El 1 de octubre de 1964 se inició la construcción de la Iglesia de Coreca, dedicada a Nuestra Señora de los Ángeles, que finalizó en 1965, en presencia de las autoridades de la época. El templo es de estilo moderno, pero muy sobrio, capaz de acoger a 65 personas. Cada año, durante la fiesta patronal (22 de agosto) se celebra una procesión por las calles del centro del pueblo.

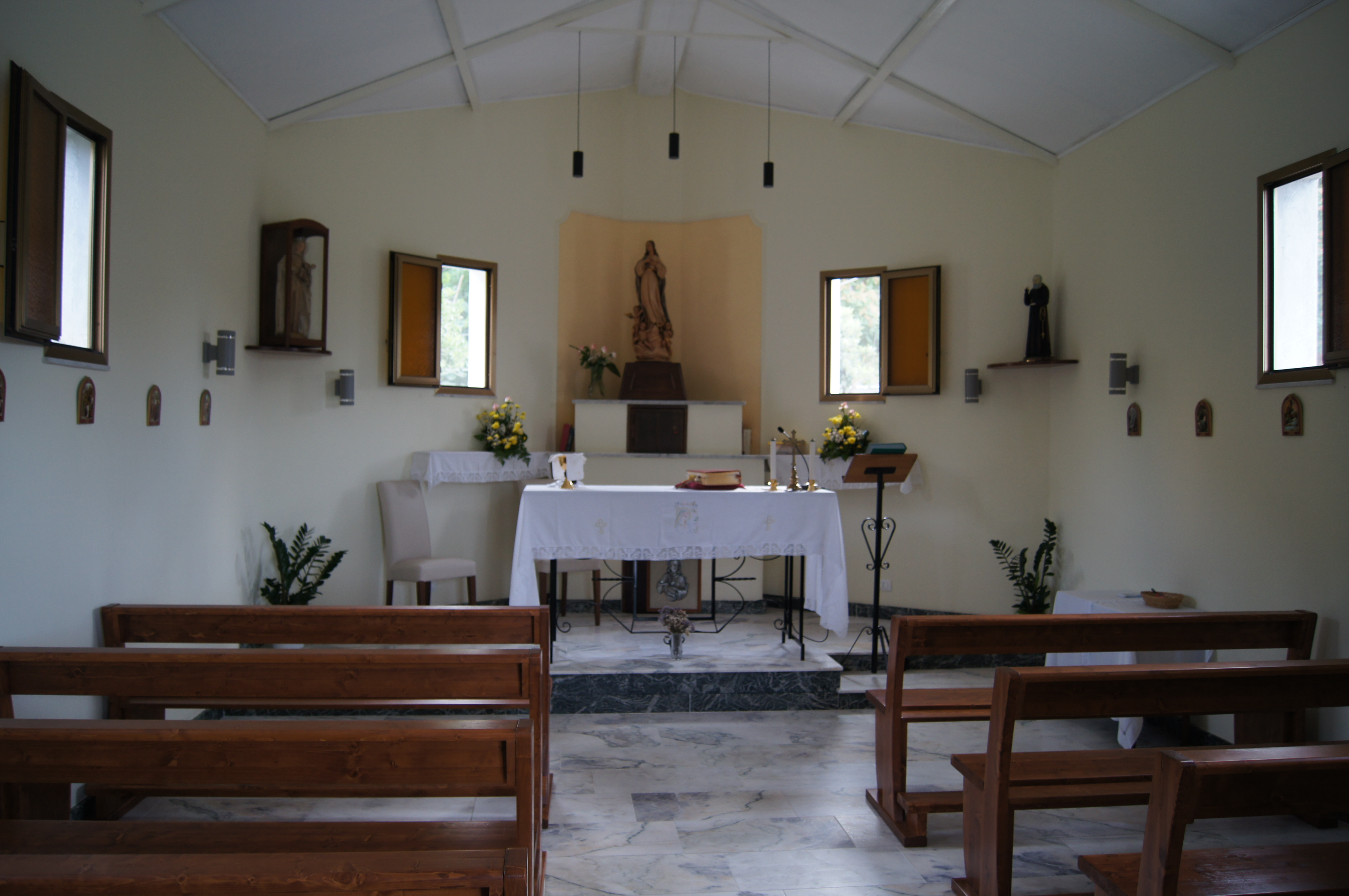
Interior de la Iglesia de Coreca

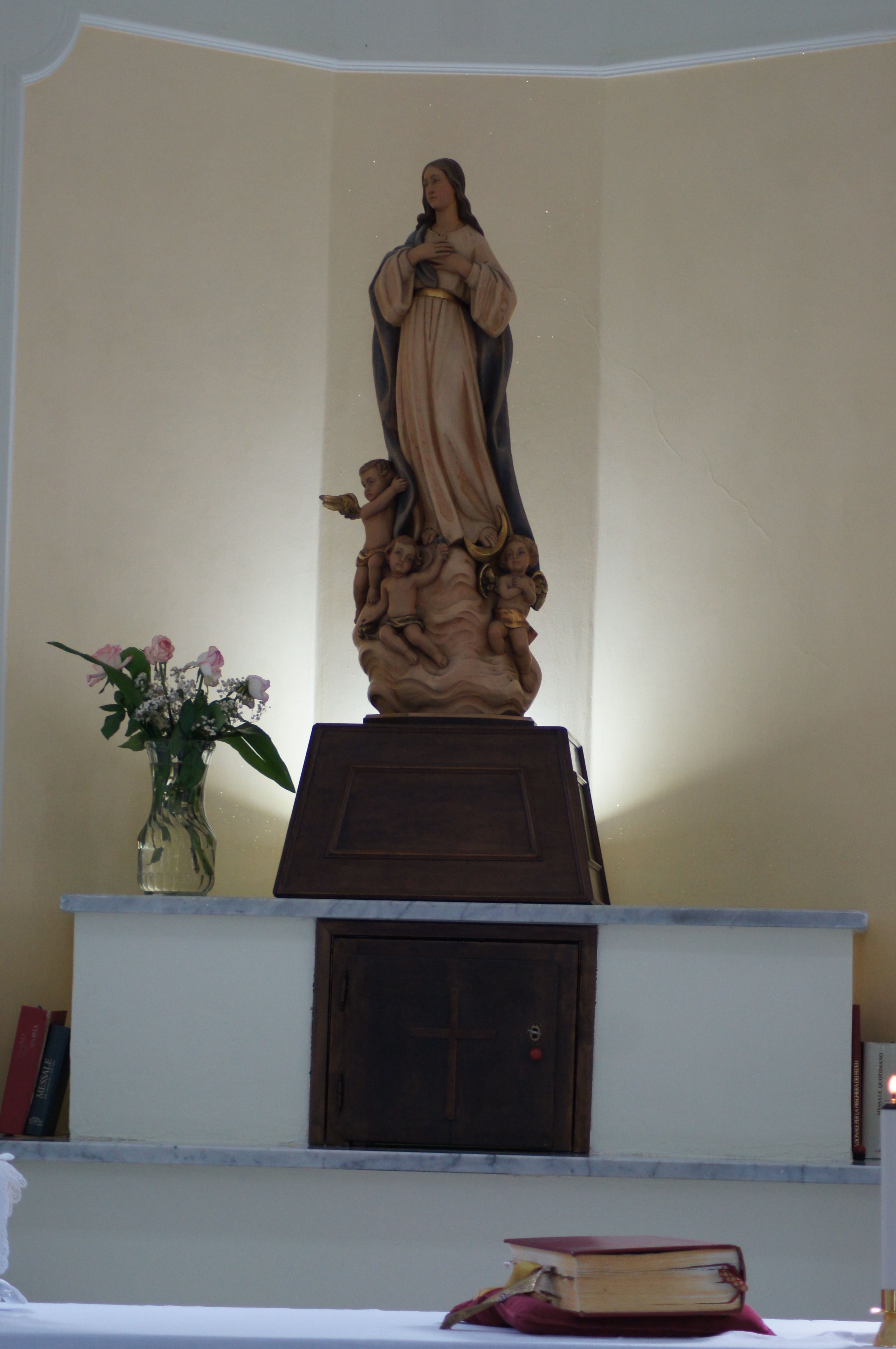
Estatua de Nuestra Señora de los Ángeles en Coreca

### Plaza Madonna degli Angeli

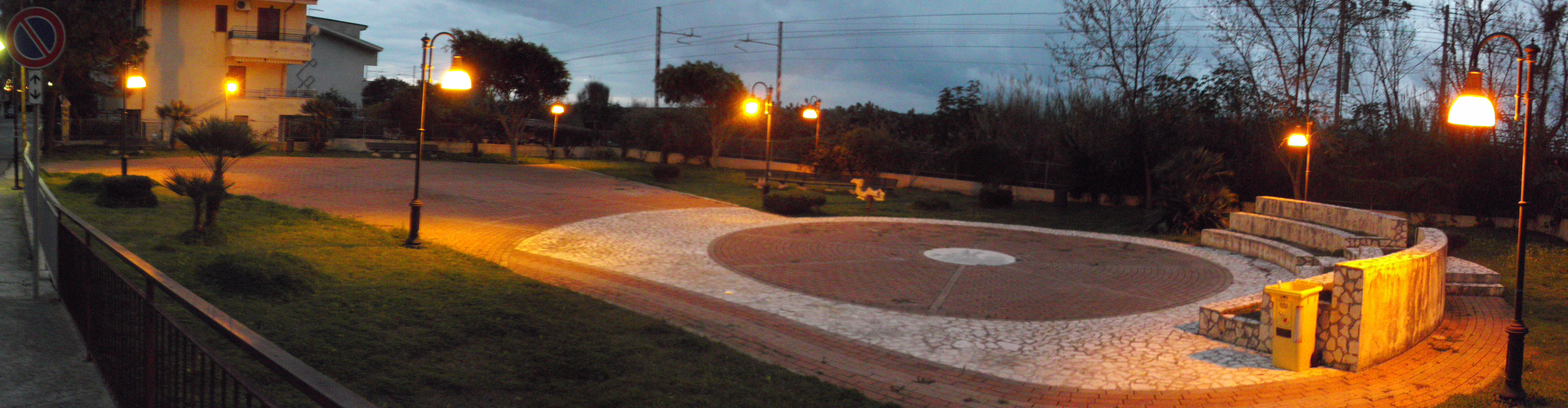
Plaza de Coreca al atardecer.

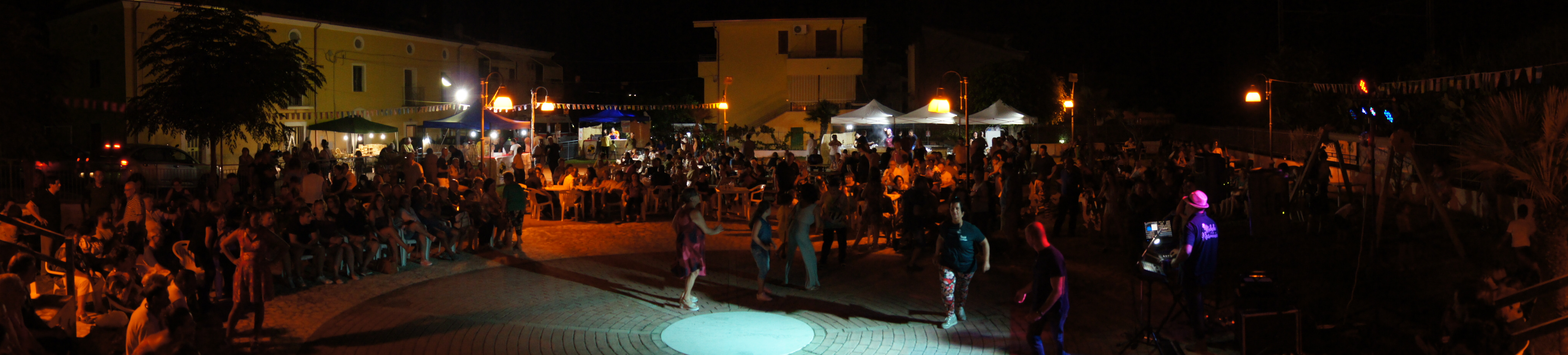
Vista nocturna de la plaza de Coreca.

El 2 de abril de 2003 se decide por resolución municipal la remodelación de la plaza de Coreca, obras que comenzaron el 5 de mayo de 2005. La pequeña, pero pintoresca plaza, alberga los eventos de verano de la aldea y desde el año 2015 tiene el nombre de Madonna degli Angeli (Nuestra Señora de los Ángeles) por el proximidad a la pequeña iglesia y también por la presencia de un pequeño nicho con una estatua de Nuestra Señora. La plaza la mantiene desde 2013 una asociación turística local.

### Torre de Coreca o "Turriella"

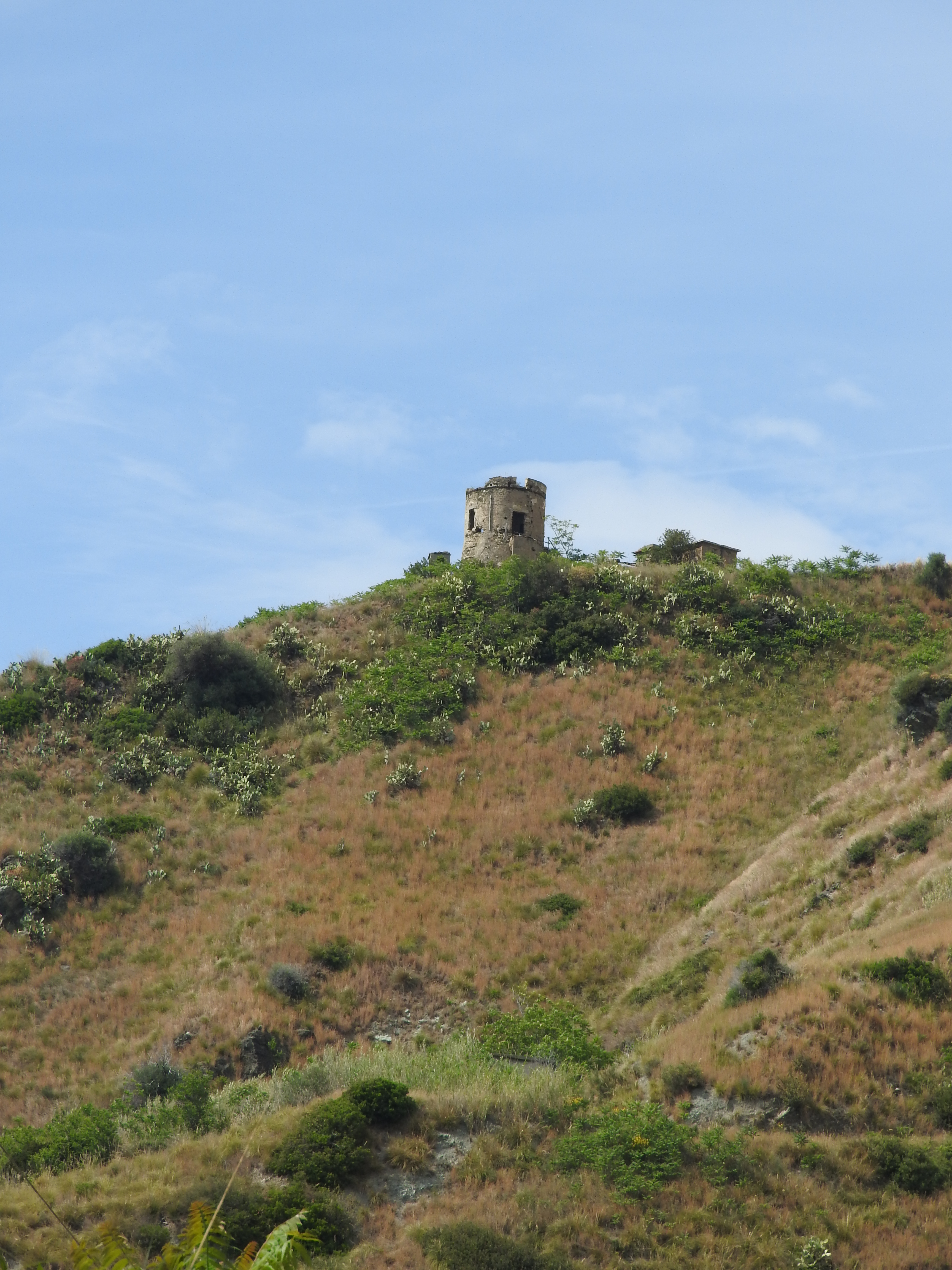
La "Turriella", Torre de guardia árabe-normanda vista desde la plaza central del pueblo.

Esta torre, parcialmente derrumbada en el primer piso, es de cierta importancia histórica ya que es un crisol de estilos a lo largo de los siglos, principalmente por parte de los árabes, los normandos y varios terratenientes de la región, hasta la llegada de las tropas nazis y luego de las tropas anglo-americanas en la Segunda Guerra Mundial. Se encuentra al norte del pueblo de Coreca, en las laderas de la colina de Tuvulo. Se puede llegar fácilmente por la carretera Tonnara al norte y la carretera de Marinella al sur.

### Cuevas de Coreca

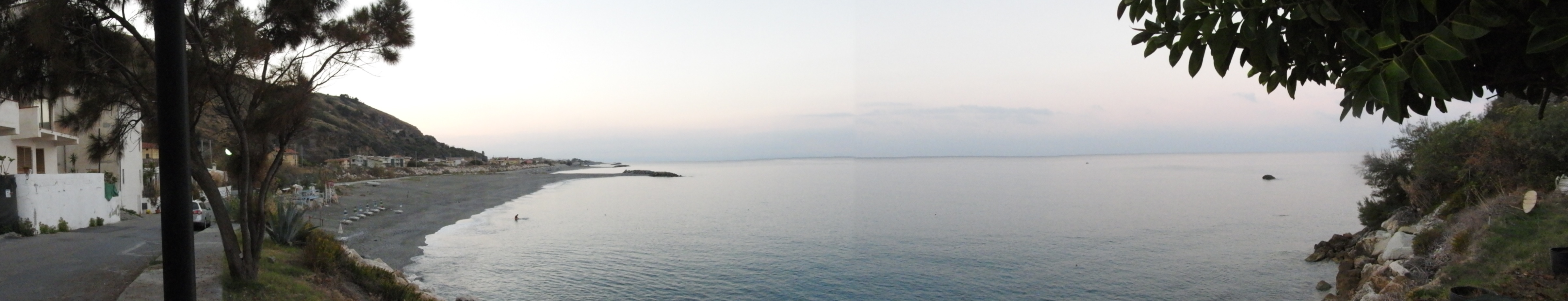
La bahía de Coreca

Muy importantes en el área, primero fueron las minas de hierro de la antigua Temesa, luego durante la Segunda Guerra Mundial como refugio para los residentes locales y para los soldados angloamericanos que los usaban como almacenes. Más tarde se utilizó para eventos de Navidad y Pascua hasta principios de la década de 2000.